# Brothers In Arms: Hell's Highway
Brothers In Arms: Hell's Highway es la tercera entrega de la serie de  videojuegos Brothers in Arms. El jugador se verá representado en el rol del Sargento Matthew Baker, un soldado de la 101.ª División Aerotransportada, durante la Operación Market Garden en las últimas etapas de la Segunda Guerra Mundial. Gearbox Software lanza el juego en agosto de 2008 para Xbox 360, PlayStation 3 y PC.

## Características
Como sus predecesores, BIAHH usara el Unreal Engine, pero esta vez será la versión 3, así se podrá sacar el máximo rendimiento a las consolas de nueva generación. Viendo unos gráficos y efectos simplemente increíbles sin mencionar lo realista de ellos, no podríamos dejar de mencionar su avanzada AI, así que derrotar a un nazi sí que será complicado pues buscarán todo lo que tengan a la mano para cubrirse de tus disparos e incluso usaran tácticas como flanqueo para eliminarte.
Ahora el campo de batalla será en Holanda durante una de las operaciones paracaidistas más grandes que jamás se hayan visto en ninguna guerra: La Operación Market Garden, en septiembre de 1944.
Como Matt Baker deberás liderar a tu escuadrón para conseguir sobrevivir y llegar a la victoria sobre los alemanes, verás de nuevo a viejos amigos como Joe "Red" Hartsock y a Sam Corrion, tu misión es simple: impedir que los refuerzos nazis capturen la carretera 69 que conduce hacia las ciudades de Veghel, Osterbeek, Nijmegen y Arnhem, si los nazis logran asegurarla acabarían con el convoy de tanques aliados que se dirigen por esa carretera hacia esas ciudades para capturar los puentes y así lograr cruzar hacia Alemania. De ahí el nombre de su subtítulo "Hell's Highway" que significa carretera del infierno, pues la batalla que se libró ahí fue una auténtica carnicería. Terminando con los nazis si hubiera que escoger un género y una temática para representar a la totalidad de los videojuegos como un único producto, probablemente se seleccionaría un FPS, un shooter' ambientado en la Segunda Guerra Mundial. A pesar de que la última gran guerra ha sido diseccionada desde todos los ángulos posibles, parece que las desarrolladoras encuentran todavía punta para sacarle al lápiz de este evento bélico que mantuvo en vilo a la totalidad de la comunidad internacional.
Brothers in Arms: Hell's Highway (BiA en adelante) no es una franquicia de disparos en primera persona al uso tipo Medal of Honor, Call of Duty o tantas otras; añade un componente táctico al incluir el manejo de escuadrones para que realicen tareas especiales e importantes dentro de cada misión, premiando así no solamente la habilidad del jugador a la hora de controlar el punto de mira sino también valorando el uso racional de los recursos disponibles para afrontar una solución a modo de estrategia. Todo ello con grandes referencias de tipo histórico para otorgar veracidad al argumento.

## Recepción
| 3DJuegos                    | 8´5    |
| Eurogamer                   | 70%    |
| TeamXbox                    | 81%    |
| Official Xbox Magazine U.S. | 90%    |
| Official Xbox Magazine UK   | 80%    |
| Computer and Video Games    | 79%    |
| Video Gamer                 | 80%    |
| PC Gamer UK                 | 85%    |
| PSM3                        | 70%    |
| Game Reactor                | 70%    |
| IGN                         | 76%    |
| X-Play                      | 3/5    |
| Gamespot                    | 8.5    |
| XGReviews.com Magazine      | 8/10   |
| GameTrailers                | 8.3/10 |
| Gamer.no                    | 8/10   |
| PC Zone                     | 86%    |
| ME                          | 87%    |
| Meristation                 | 6.5/10 |